# Jou (São Tomé)
Jou é uma aldeia de São Tomé e Príncipe, localiza-se no Distrito de Caué, ilha de São Tomé, próxima à localidade de Santo António.